# تأثير صيد الأسماك على البيئة

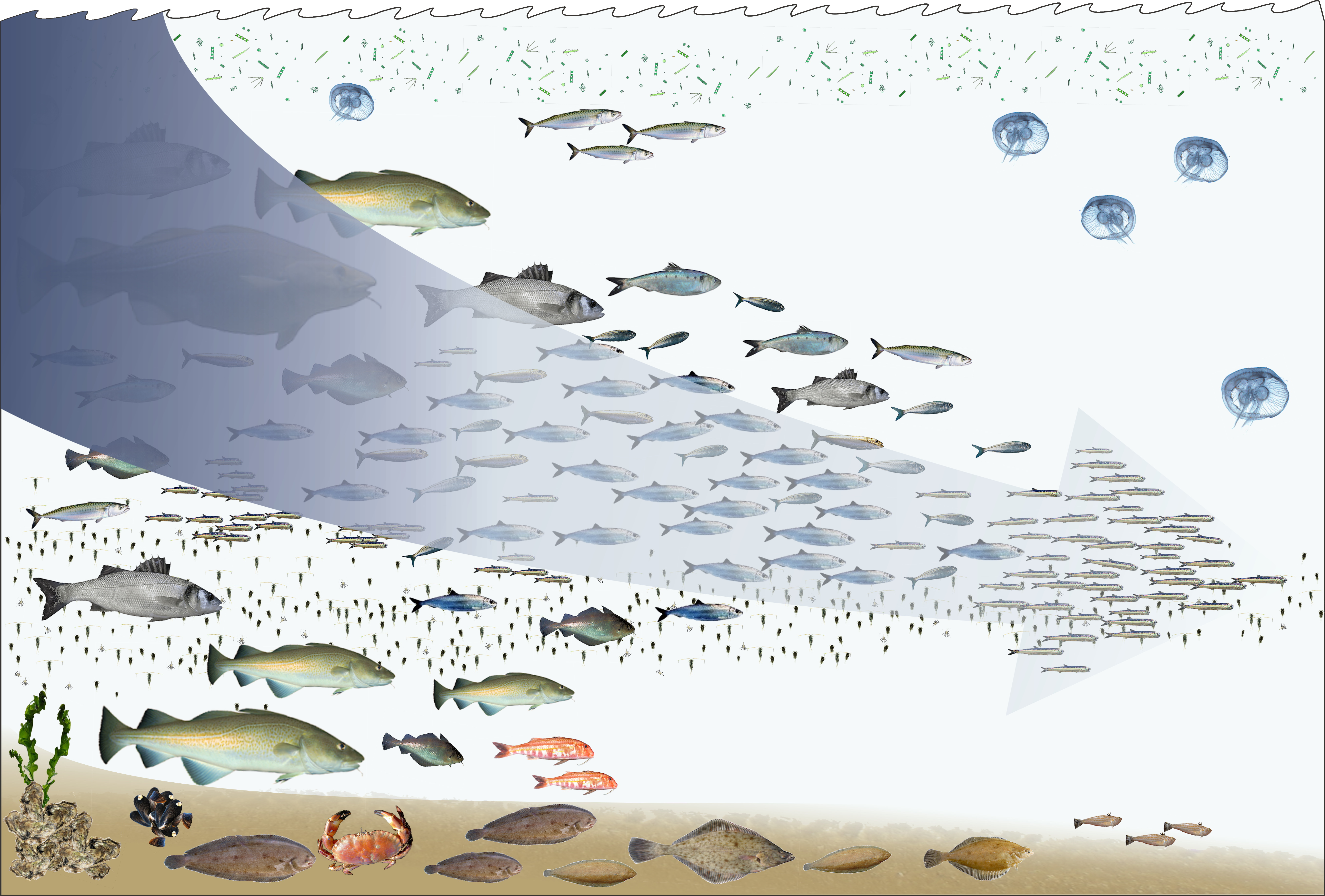
صيد الأسماك بالمستويات الدنيا من الشبكة الغذائية.

يمكن تقسيم الأثر البيئي لصيد الأسماك إلى مشكلات تتعلق بتوفر السمك للصيد، مثل الإفراط في الصيد، ومصايد الأسماك المستدامة، وإدارة المصايد؛ ومشكلات تتعلق بأثر الصيد على عناصر بيئية أخرى، مثل الصيد الثانوي. وهذه المشكلات المتعلقة بالمحافظة على البيئة جزء من المحافظة على الحياة البحرية، وتحاول برامج علم المصايد البحرية حلها. ثمة فجوة آخذة في التزايد بين عدد الأسماك المتوفرة للصيد ورغبة الإنسان في صيدها، وهي المشكلة التي تتفاقم مع تزايد عدد سكان العالم. ومثل القضايا البيئية الأخرى، يمكن أن يكون هناك نزاع بين الصيادين، الذين يعتمدون على الصيد في حياتهم، وعلماء صيد الأسماك الذين يدركون أنه لكي تكون أعداد الأسماك مستدامة في المستقبل، فلا بد من خفض عدد مصايد الأسماك أو غلقها.
نشرت مجلة ساينس دراسة أُجريت على مدى أربعة أعوام في نوفمبر 2006. تنبأت هذه الدراسة أنه في ظل التوجهات السائدة، سيعاني العالم من نفاد المأكولات البحرية التي يتم صيدها طبيعيًا في عام 2048. وصرح العلماء بأن النقص جاء نتيجة الإفراط في الصيد، والتلوث، وغير ذلك من العوامل البيئية التي تقلل من عدد مصايد الأسماك في الوقت نفسه الذي تتعرض فيه النظم البيئية لها للتدهور. لكن هذا التحليل واجه انتقادًا، باعتباره معيبًا بشكل أساسي. وتحدى الكثيرون من الإداريين في مجال صيد الأسماك، وممثلو الصناعة، والعلماء هذه النتائج، وإن ظل الجدل بشأنها قائمًا. اتخذت العديد من الدول، مثل تونجا، والولايات المتحدة، وأستراليا ونيوزيلندا، والعديد من الهيئات الإدارية الدولية الأخرى، خطوات لإدارة الموارد البحرية على النحو المناسب.

## الآثار المترتبة على الموطن الطبيعي

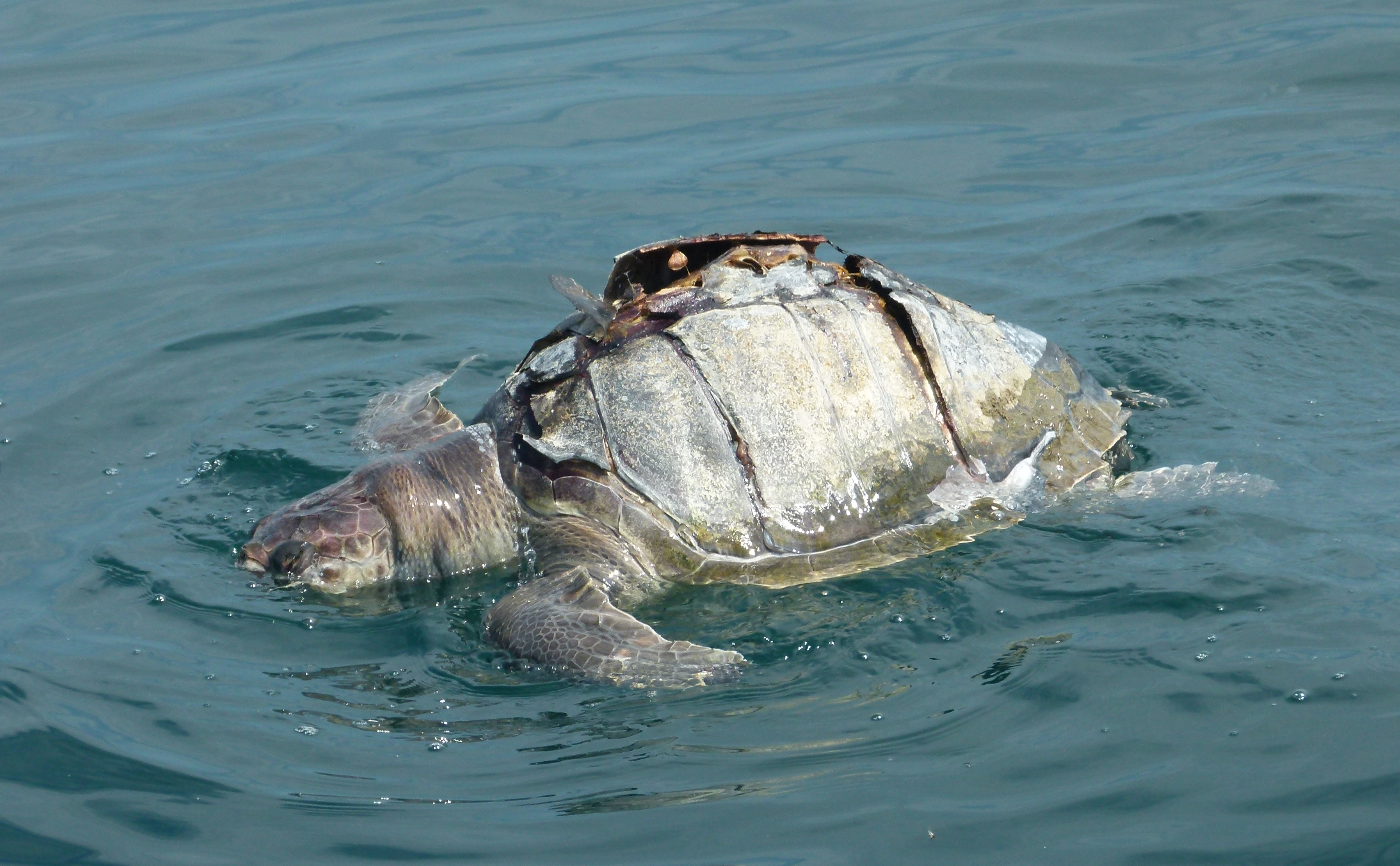
سلحفاة بحرية قتلتها دافعة إحدى السفن

قد تتسبب بعض أساليب الصيد أيضًا في تدمير الموطن الطبيعي. فصيد السمك بالتفجير والسيانيد من أساليب الصيد غير القانونية في العديد من الأماكن، إذ تلحق الضرر بالموطن الطبيعي المحيط بالأسماك. كما أن صيد الأسماك في الأعماق، وهو الصيد الذي تُسحَب فيه شبكة صيد بقاع البحر خلف سفن الصيد، يزيل ما يتراوح بين 5 و25% من الحياة البحرية بالقاع في المرة الواحدة. أوصى تقرير مشروع الأمم المتحدة للألفية لعام 2005، المُكلَّف من قِبل الأمين العام للأمم المتحدة كوفي عنان, بمنع صيد الأسماك في الأعماق بأعالي البحار بحلول عام 2006 لحماية الجبال البحرية وغيرها من المواطن الطبيعية سريعة التأثر بيئيًا.
في منتصف أكتوبر عام 2006، انضم الرئيس جورج بوش لغيره من زعماء العالم الذين ينادون بتعليق نشاط صيد الأسماك في الأعماق الذي أسفر في الغالب عن آثار مضرة على البيئة البحرية، ومن ثم، على أعداد الأسماك.